# الملطة (الجوبة)

تعديل مصدري - تعديل

الملطة هي إحدى قرى عزلة نجا بمديرية الجوبة التابعة لمحافظة مأرب، بلغ تعداد سكانها 134 نسمة حسب تعداد اليمن لعام 2004.